# Observatorio de Cambridge
El Observatorio de Cambridge (nombre original en inglés: Cambridge Observatory) es un observatorio astronómico situado en el Este de Inglaterra, perteneciente a la Universidad de Cambridge. Se fundó en 1823 y actualmente forma parte del Instituto de Astronomía de la Universidad. El antiguo edificio del Observatorio alberga la Biblioteca del Instituto de Astronomía, que dispone de una colección de libros modernos e históricos sobre su especialidad.
Posee un conjunto de telescopios ópticos en Madingley Road, al oeste de Cambridge. Para los estándares actuales es una instalación relativamente pequeña, afectada además por problemas de contaminación lumínica.  Aun así, el telescopio de 36 pulgadas continúa siendo utilizado para estudios de velocidades radiales estelares, y los telescopios históricos Northumberland y Thorrowgood se usan en las actividades de cara al público del Instituto. Mucho más significativo es el Observatorio Radioastronómico Mullard, construido en 1957 unos cuantos kilómetros al suroeste.
Entre 1990 y 1998, el Real Observatorio de Greenwich estuvo basado en Cambridge, en el edificio denominado Greenwich House, justo al norte del Observatorio.

## Observadores notables
- Hugh Ernest Butler[4]

## Imágenes
|  |  |  |  |